# Lucio Aurelio Oreste (console 103 a.C.)
Lucio Aurelio Oreste  (latino: Lucius Aurelius Orestes) (... – 103 a.C.) è stato un politico romano.

## Biografia
Figlio del console omonimo del 126 a.C., fu a sua volta eletto console nel 103 a.C. e fu collega di Gaio Mario, al suo terzo consolato consecutivo. Oreste morì in quello stesso anno e, per tale motivo, Mario dovette rientrare a Roma, anche se stava marciando verso nord per contrastare i Germani.